# 熊野紀一
熊野 紀一（くまの のりかず、1916年2月11日 - 2006年3月19日）は、日本の経営者。山口県山口市出身。

## 経歴
1939年に早稲田大学文学部を卒業し、1945年に京阪神急行電鉄(現在の阪急電鉄)に入社。1970年11月から1985年6月までに宝塚音楽学校校長と1982年6月から1997年6月までに逸翁美術館館長を務めた。
2006年3月19日大腸がんのために死去。90歳没。